# Girls5eva
Girls5eva är en amerikansk musik- och komediserie vars första säsong hade premiär den 6 maj 2021. Första säsongen bestod av åtta avsnitt. Serien har blivit förnyad med en tredje säsong som kommer att visas på Netflix under 2023. Serien är skapad av Meredith Scardino, som också medverkat i skrivandet av seriens manus.

## Handling
Serien kretsar kring det bortglömda tjejbandet som hade en one-hit-wonder från 1990-talet. Efter att låten samplats av en rapartist försöker sig bandet på att göra comeback.

## Rollista i urval
- Sara Bareilles - Dawn
- Busy Philipps - Summer
- Paula Pell - Gloria
- Renée Elise Goldsberry - Wickie
- Daniel Breaker - Scott
- Jonathan Hadary - Larry Plumb
- Ashley Park - Ashley
- Andrew Rannells - Kev Hamlin
- Jeremiah Craft - Lil Stinker
- Janine Brito - Caroline
- Grey Henson - Tate
- Piter Marek - Ray
- Dean Winters - Nick
- Jimmy Fallon - sig själv
- Stephen Colbert - Alf Musik
- Tina Fey - Dolly Parton
- Bowen Yang - Zander
- Vanessa Williams - Nance Trace
- Tim Meadows - sig själv
- Mario Cantone - sig själv